# Nemetona
Nemetona is een godin uit de Keltische mythologie die vooral in oostelijk Gallië vereerd werd. Men beschouwt haar als een eponieme godheid bij de Germaanse en de Keltische stammen, met de naam Nemeten.
Aanwijzingen voor haar cultus zijn geattesteerd in hun voormalig woondgebied in en rond wat thans Trier is. Ze wordt eveneens geattesteerd in Bath, waar voor haar een votiefaltaar is opgericht door een Gallische man uit de stam van de Treveri.
De naam is afgeleid van de Keltische wortel nemeto-, die naar heilige plaatsen verwijst, en verwant is aan nemeton, een term die religieuze ruimten aangeeft.
Later overgeleverde inscripties associëren Nemetona vaak met de Romeinse god Mars. Zij wordt gepaard aan "Loucetios Mars" in de inscriptie van Bath, en met Mars in Trier en Altrip. Afzonderlijke inscripties aan Nemetona en Loucetios werden ontdekt als afkomstig van dezelfde archeologische site in Klein-Winternheim. De site van Altrip is ook meldenswaard omdat er een terracotta afbeelding van de godin werd gevonden.